# Tàngara del Huallaga
La tàngara del Huallaga (Ramphocelus melanogaster) és un ocell de la família dels tràupids (Thraupidae).

## Hàbitat i distribució
Viu als clars del bosc, vegetació secundària, bosc obert i jardins, especialment a prop de l'aigua a les terres altes, de l'est del Perú.